# Lepidiota squamuligera
Lepidiota squamuligera är en skalbaggsart som beskrevs av Kirsch 1877. Lepidiota squamuligera ingår i släktet Lepidiota och familjen Melolonthidae. Inga underarter finns listade i Catalogue of Life.